# Deniz Tekin
Deniz Tekin, właśc. Hatice Deniz Tekin (ur. 7 czerwca 1997 w Izmirze) – turecka muzyczka, kompozytorka i autorka tekstów.    

## Życiorys
Urodziła się w Izmire, jako dziecko urzędnika państwowego. Jej rodzice studiowali stomatologię, a swoje dzieciństwo spędziła w różnych prowincjach. Pierwszym miejscem, do którego przeprowadziła się z rodziną, był Mardin, gdzie ukończyła szkołę podstawową. Następnie kontynuowała naukę w Gaziantep, gdzie ukończyła szkołę średnią i liceum. 
Dzięki zachętom ojca zainteresowała się muzyką, a jej przygoda zaczęła się od gry na fortepianie i flecie. W Gaziantepie zaczęła dzielić się swoimi utworami na platformach muzycznych, takich jak SoundCloud, zyskując coraz większą uwagę. Jej nagrania z tego okresu były odtwarzane na YouTube od 1 do 7 milionów razy. Po zbudowaniu odpowiedniej publiczności zaczęła koncertować w dużych miastach, takich jak Stambuł, Ankara, Izmir i Antalya.
Po wyjeździe z Gaziantepu rozpoczęła studia z zakresu Języków i Literatur Zachodnich na Uniwersytecie Boğaziçi. W 2017, mając dziewiętnaście lat, wydała swój pierwszy album studyjny Kozakuluçka, który zawierał dziewięć utworów. Na albumie znalazły się również covery piosenek takich artystów jak Ahmet Kaya (Beni Vur) i Yusuf Hayaloğlu. Później współpracowała z Canem Ozanem, wykonując wspólnie szereg utworów. W 2022 połączyła siły z Geevą Flavą i Dilanem Balkayem, nagrywając drugi minialbum – Mana. W 2023 występowała jako basistka w zespole Yaşlı Amca.
13 lutego 2024 ogłosiła, że kończy swoją komercyjną karierę muzyczną, co uzasadniła wyczerpaniem psychicznym.

## Dyskografia

### Albumy
- Kozakuluçka (2017)
- Yüzyıllardır Aynı Dert (2023)

### Minialbumy
- Kuyu (2022)

- Mana (2023)

### Single
- Hep Oturup Bekledim (2017)
- Çözülmez (2018)
- Yıldızlar (2019)
- Güneşe Doğru (2020)
- Olmayacak İşler (2021)
- Aşkın Bu Sarhoşluğu (2022)
- Derde İhanet Edemem (feat. Cihan Mürtezaoğlu, 2023)